# 埃内斯托·泰奥多罗·莫内塔
埃内斯托·泰奥多罗·莫内塔（1833年9月20日—1918年2月10日），意大利新闻记者、国际和平主义活动家，1907年获诺贝尔和平奖。